# Poritia graecia
Poritia graecia är en fjärilsart som beskrevs av Hans Fruhstorfer 1919. Poritia graecia ingår i släktet Poritia och familjen juvelvingar. Inga underarter finns listade i Catalogue of Life.